# Rheinische Post
Die Rheinische Post ist eine regionale Tageszeitung mit Hauptsitz in Düsseldorf. Sie gehört zur Rheinische Post Mediengruppe und erscheint am Niederrhein und in Teilen des Bergischen Landes. Die verkaufte Auflage beträgt 198.049 Exemplare, ein Minus von 49,9 Prozent seit 1998. Damit ist die RP nach der Westdeutschen Allgemeinen Zeitung die zweitgrößte regionale Tageszeitung in Deutschland. Im Rhein-Kreis Neuss erscheint sie als Neuß-Grevenbroicher Zeitung, in Solingen als Solinger Morgenpost, in anderen Teilen des Bergischen Landes als Bergische Morgenpost.
Die Zentralredaktion der Rheinischen Post befindet sich in Düsseldorf, wo Themen analysiert, bewertet und für die Print- und Onlineausgaben aufbereitet werden. Die Rheinische Post gilt als Autorenzeitung: 80 Prozent der Beiträge verfassen Journalisten des Hauses. Ein Parlamentsbüro in Berlin, die Zentralredaktion in Düsseldorf und Korrespondenten in Washington, D.C., London, Brüssel, Paris und Moskau liefern ebenfalls Inhalte für die Zeitung. Die Rheinische Post gehört zu den meistzitierten Regionalzeitungen Deutschlands.

## Geschichte
Die Rheinische Post wurde neun Monate nach Ende des Zweiten Weltkriegs mit Lizenz der britischen Militärregierung gegründet. Ihre Gründer waren der Zeitungsverleger Anton Betz, der spätere NRW-Ministerpräsident Karl Arnold (CDU) und der Jurist Erich Wenderoth, die sich nach dem Zweiten Weltkrieg für einen politischen, wirtschaftlichen und moralischen Neubeginn einsetzten. So tritt die Zeitung ihrem Selbstverständnis nach seit ihrem ersten Erscheinen am 2. März 1946 für Demokratie, Freiheit und Menschenwürde ein.
Die Zeitung erschien zunächst zwei Mal, nach der Währungsreform 1949 dann sechs Mal pro Woche. An der Schadowstraße in Düsseldorf entstand das erste eigene Verlagshaus, 1956 erfolgte ein Umzug in die Blumenstraße. 1970 brachte die Familie Droste ihr Druckhaus in den Verlag ein. Schon zwei Jahre später wurde in Düsseldorf-Heerdt ein größeres und verkehrstechnisch günstiger gelegenes Druckhaus errichtet.

Seit 1976 kooperiert die Rheinische Post mit dem Verlagshaus W. Girardet, das die Westdeutsche Zeitung herausgibt, in den Bereichen Druck und Vertrieb. Später wurde die Zusammenarbeit auf die IT, Verwaltungsdienstleistungen und den Bereich Anzeigenblätter ausgeweitet. 2017 verlagerte die WZ schließlich auch den Druck nach Düsseldorf.

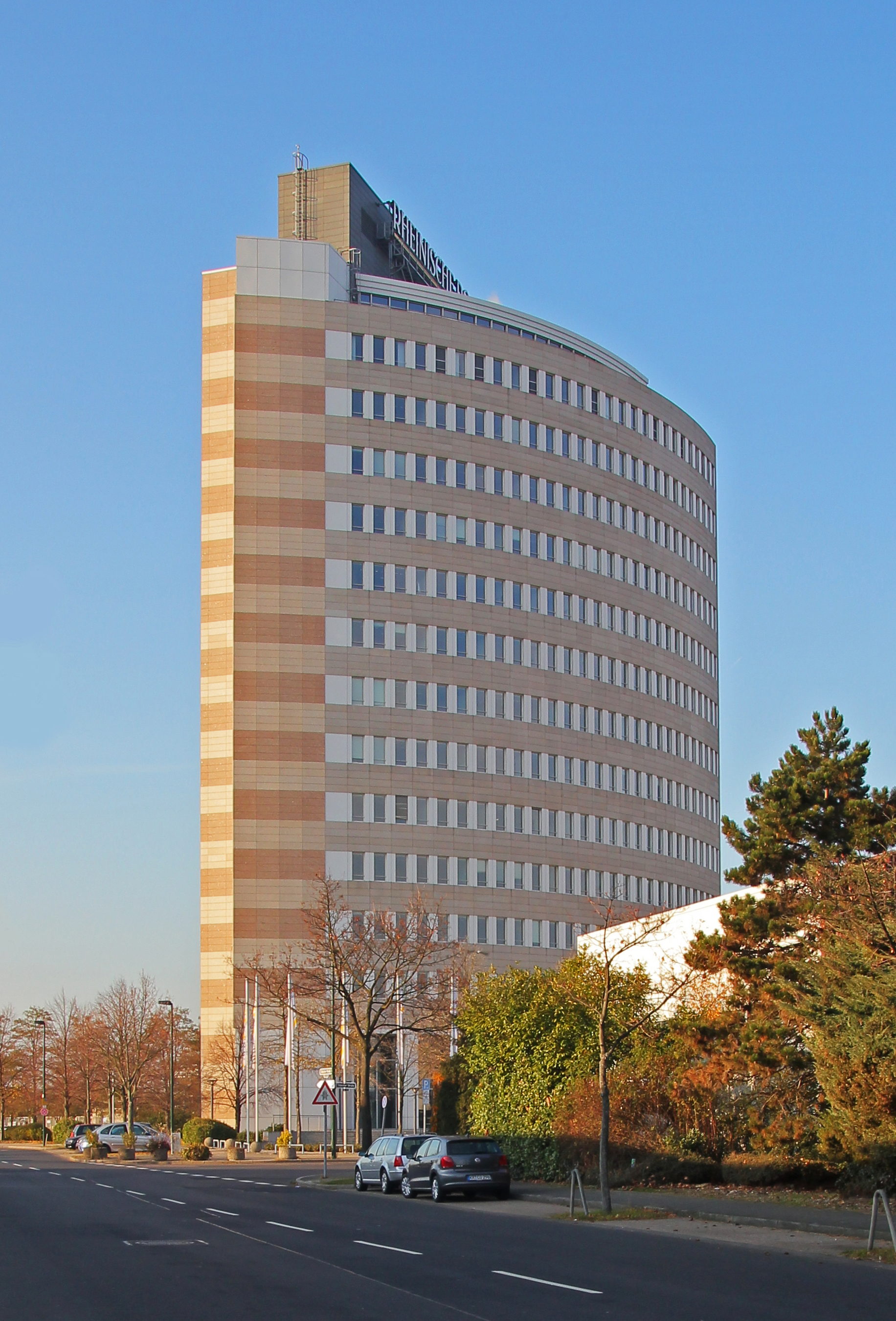
RP-Pressehaus in Düsseldorf

1981 zogen auch die Zentralredaktion und die Anzeigenabteilung zum Druckzentrum in Heerdt, in dessen Nachbarschaft bis zur Eröffnung 1992 das neue 14-stöckige Verlagshaus errichtet wurde. Die alten Verlagsgebäude in der Innenstadt wurden größtenteils abgerissen. Die Fassade des alten Pressehauses am Martin-Luther-Platz, die unter Denkmalschutz steht, blieb hingegen erhalten. In den dortigen Schadow-Arkaden befindet sich heute unter anderem die RP-Lokalredaktion für Düsseldorf.
Die Rheinische Post gehörte zu den ersten Verlagen, die in den frühen 2000er-Jahren einen Newsdesk einrichteten, an dem Redakteure aus unterschiedlichen Ressorts die Arbeit an der Zeitung und dem Internetauftritt koordinieren. Seit 2020 gilt die Leitlinie „Digital first“. Die Reporter sollen kanalunabhängig redaktionelle Inhalte produzieren, die dann an einem Digital- und einem Print-Desk weiter verarbeitet werden.
Seit 2014 arbeitet die Rheinische Post auf Ebene der Lokalredaktionen nicht nur mit der Westdeutschen Zeitung, sondern auch mit der Neuen Ruhr Zeitung (NRZ) der Funke Mediengruppe zusammen. Außerdem liefert sie seit 2019 die überregionalen Inhalte für das Bocholter-Borkener Volksblatt und die Münstersche Zeitung.
Am 17. April 2021 erschien die Jubiläumsausgabe „75 Jahre Rheinische Post“ mit einem Umfang von 160 Seiten. Wegen eines erfolgreichen Cyberangriffs gab es die Rheinische Post vom 19. bis 22. Juni 2023 als „Notausgabe“. In dieser Zeit war sie per E-Mail und telefonisch „kaum erreichbar“.
Nach wie vor sind Nachfahren der Gründer aus den Familien Betz, Droste und Wenderoth die Herausgeber der Rheinischen Post.

## RP Online

Das Logo von RP Online

Am 20. Januar 1996 ging die Rheinische Post mit ihrer Internetseite RP Online (Domain rp-online.de) online, die die Print-Ausgabe durch aktuelle Meldungen und multimedialen Content ergänzt. RP Online ist eines der reichweitenstärksten deutschen Nachrichtenportale. Seit Anfang 2020 steht ein Teil der Artikel hinter einer Paywall (RP+), in den ersten beiden Jahren wurden auf diesem Wege rund 27.000 Digital-Abos verkauft.
Auf RP Online liegt der Schwerpunkt auf lokaler Berichterstattung. Die Inhalte gliedern sich in tagesaktuelle Nachrichten auf rund 55 Städte-Seiten sowie nationale und internationale Berichterstattung aus Politik, Wirtschaft, Sport, Digitalem und Kultur. Darüber hinaus gibt es u. a. das Szene- und Lifestyle-Portal Düsseldorf TONIGHT, das junge Nachrichten-Portal Tonight News, das Amateurfußball-Portal FuPa Niederrhein sowie eine Dating-Seite. Im Januar 2021 startete ein regionales Stellenportal für berufliche Tätigkeiten in Nordrhein-Westfalen.
Mit ihrer Online-Marke RP Online ist die Rheinische Post in verschiedenen sozialen Netzwerken vertreten, neben Facebook und Instagram seit Februar 2021 auch bei TikTok.

## Reichweite

### Print-Auflage
Die Rheinische Post hat wie die meisten anderen Regionalzeitungen in Deutschland in den vergangenen Jahren erheblich an Auflage eingebüßt. Die verkaufte Auflage ist in den vergangenen 10 Jahren um durchschnittlich 4,6 % pro Jahr gesunken. Im vergangenen Jahr hat sie um 6,7 % abgenommen. Sie beträgt gegenwärtig 198.049 Exemplare. Der Anteil der Abonnements an der verkauften Auflage liegt bei 90,8 Prozent.
| 1998   | 1999   | 2000   | 2001   | 2002   | 2003   | 2004   | 2005   | 2006   | 2007   | 2008   | 2009   | 2010   | 2011   | 2012   | 2013   | 2014   | 2015   | 2016   | 2017   | 2018   | 2019   | 2020   | 2021   | 2022   | 2023   | 2024   |
| ------ | ------ | ------ | ------ | ------ | ------ | ------ | ------ | ------ | ------ | ------ | ------ | ------ | ------ | ------ | ------ | ------ | ------ | ------ | ------ | ------ | ------ | ------ | ------ | ------ | ------ | ------ |
| 395021 | 394638 | 416836 | 420358 | 417605 | 411686 | 405655 | 402176 | 397417 | 390873 | 387143 | 384724 | 354079 | 345623 | 342807 | 328253 | 318048 | 300721 | 289801 | 278738 | 265181 | 275425 | 260826 | 249879 | 232648 | 212363 | 198049 |

### Online-Reichweite
Die Internetseite RP Online gehört zu den größten Digital-Angeboten in Deutschland. In den Jahren 2019 bis 2021 wurde die Website jährlich mehr als eine Milliarde mal aufgerufen. Die Aufrufzahlen in der Übersicht (ohne Aufrufe über die App):
| Jahr | Page Impressions |
| ---- | ---------------- |
| 2015 | 822.257.149      |
| 2016 | 986.736.356      |
| 2017 | 979.003.280      |
| 2018 | 918.939.135      |
| 2019 | 1.068.732.838    |
| 2020 | 1.276.728.032    |
| 2021 | 1.109.308.401    |

## Verbreitungsgebiet
| Lokalausgabe                  | Verbreitungsgebiet                                                                  | Verkaufte Auflage | Redaktionsleitung | Bemerkungen |
| ----------------------------- | ----------------------------------------------------------------------------------- | ----------------- | ----------------- | ----------- |
| Düsseldorf                    | Düsseldorf, Erkrath, Heiligenhaus, Meerbusch, Mettmann, Ratingen, Velbert, Wülfrath | 73.116            | Nicole Lange      |             |
| Neuß-Grevenbroicher Zeitung   | Dormagen, Grevenbroich, Jüchen, Kaarst, Korschenbroich, Neuss, Rommerskirchen       | 29.551            | Frank Kirschstein | Kopfblatt   |
| Mönchengladbach               | Erkelenz, Hückelhoven, Mönchengladbach, Wassenberg, Wegberg                         | 29.068            | Denisa Richters   |             |
| Viersen                       | Brüggen, Nettetal, Niederkrüchten, Schwalmtal, Viersen                              | 13.749            | Martin Röse       |             |
| Krefeld                       | Grefrath, Kempen, Krefeld, Tönisvorst, Willich                                      | 16.462            | Jens Voss         |             |
| Duisburg                      | Duisburg                                                                            | 3.980             | Mike Michel       |             |
| Kleve                         | Bedburg-Hau, Emmerich, Goch, Isselburg, Kalkar, Kleve, Kranenburg, Rees, Uedem      | 15.359            | Ludwig Krause     |             |
| Geldern                       | Geldern, Issum, Kerken, Kevelaer, Straelen, Wachtendonk, Weeze                      | 10.668            | Dirk Möwius       |             |
| Moers                         | Alpen, Kamp-Lintfort, Moers, Neukirchen-Vluyn, Rheinberg, Rheurdt, Sonsbeck, Xanten | 11.795            | Julia Hagenacker  |             |
| Wesel-Dinslaken               | Dinslaken, Hamminkeln, Hünxe, Schermbeck, Voerde, Wesel                             | 7.832             | Henning Rasche    |             |
| Bocholter-Borkener Volksblatt | Bocholt, Rhede, Isselburg, Hamminkeln                                               | 25.417            | Stefan Prinz      | Kopfblatt   |
| Rhein-Wupper                  | Burscheid, Langenfeld, Leichlingen, Leverkusen-Opladen, Monheim                     | 10.742            | Bernd Bussang     |             |
| Bergische Morgenpost          | Hückeswagen, Radevormwald, Wermelskirchen                                           | 5.205             | Udo Teifel        |             |
| Solingen-Remscheid            | Remscheid, Solingen                                                                 | 3.433             | Guido Radtke      |             |

## Chefredakteure
- bis 1958: Christoph von Imhoff[40]
- 1969–1997: Joachim Sobotta
- 1997–2005: Ulrich Reitz[41]
- 2005–2013: Sven Gösmann
- 2014–2019: Michael Bröcker[42]
- seit 2020: Moritz Döbler[43]

## Auszeichnungen
- Axel-Springer-Preis für junge Journalisten der Axel-Springer-Akademie:[44]
  - 2021, Lokaljournalismus: Henning Rasche für „31 Tage“
- BdSt-Journalistenpreis:[45]
  - 1994: Norbert Stirken (Lokalredaktion Meerbusch) für Berichterstattung über eine unrechtmäßige Abwassersatzung
  - 1994: Ludolf Schulte (Lokalredaktion Düsseldorf) für Berichterstattung über die kommunale Finanzwirtschaft
  - 2002: Lokalredaktion Moers für Berichterstattung über Korruption in Moers
- BlaueBoje der Volks- und Raiffeisenbanken:[46]
  - 2007, Sonderpreis: Ulli Tückmantel und Barbara Grofe
- Bürgerschaftliches Engagement der Robert Bosch Stiftung:[47]
  - 2004, 2. Preis: Andreas Speen für ein Schulprojekt in Burkina Faso
- Deutscher Lokaljournalistenpreis der Konrad-Adenauer-Stiftung:[48]
  - 1980, 2. Preis
  - 2016, Sonderpreis für Volontärsprojekte für eine investigative Reportage im Altenheim
  - 2020, Sonderpreis für Volontärsprojekte: Maren Könemann und Marie Ludwig für Die RheinStories

- Deutscher Sozialpreis der Bundesarbeitsgemeinschaft der Freien Wohlfahrtspflege:[49]
  - 1979, 1. Preis Print (geteilt): Andreas Krzok für „In der Einsamkeit ein Fünkchen Glück: 'Es ist jemand für mich da.'“, erschienen am 23. Dezember 1978
- DGK-Preis für Wissenschaftsjournalismus:[50]
  - 2009: Wolfram Goertz
- Ernst-Schneider-Preis der Industrie- und Handelskammern:[51]
  - 2002, Print-Förderpreis: Antje Höning
  - 2005, Print: für die regionale Wirtschaftsberichterstattung
- Heinrich-Heine-Journalismuspreis des Vereins Düsseldorfer Journalisten:[52]
  - 2014, 3. Preis: Arne Lieb für „Anleitung für Oberbürgermeister“
  - 2018, 2. Preis ex aequo: Sebastian Dalkowski für „Zwölf Meter über dem Meer“
- Journalistinnen und Journalisten des Jahres des Medium Magazins:[53]
  - 2017, Chefredaktion regional: Michael Bröcker
  - 2017, Reporter regional: Julia Rathcke
- jugenddrehscheibe-Preis der Bundeszentrale für politische Bildung:[54]
  - 2007 für das medienpädagogische Projekt „Wir werden Waldmeister“
- Konrad-Duden-Journalistenpreis der Stadt Wesel, des Presseclubs Niederrhein und des Dudenverlags:[55]
  - 2012, 2. Preis: Christian Herrendorf für „Ein Tag in Deutschlands kleinster Stadt“, erschienen am 3. Juli 2010
- NRW-Pressefoto des Jahres des Landtags Nordrhein-Westfalen:[56]
  - 2019, 3. Preis: Christoph Reichwein für das Foto „Skeptischer Blick hinter der Eistheke“, erschienen am 5. Dezember 2018
- Robert-Mayer-Preis der VDI-Gesellschaft Energie und Umwelt:[57]
  - 1979: Hans Overbeck
- Theodor-Wolff-Preis des BDZV:[58]
  - 1974: Hans-Joachim Neisser
  - 1975: Jürgen Diebäcker
  - 1981: Norbert Lewandowski
  - 1990: Joachim Sobotta
  - 2004: Stefani Geilhausen
- Veltins-Lokaljournalistenpreis:[59]
  - 2017, 3. Preis Print: Georg Amend für „Wie am Handball-Stammtisch“

## Kritik
Der Deutsche Presserat sprach wegen Verstößen gegen den Pressekodex mehrere Rügen gegen die Rheinische Post aus:
- 2001, Verstoß gegen die Ziffern 1 (Wahrhaftigkeit und Achtung der Menschenwürde) und 2 (Sorgfalt): Gerügt wurde die Berichterstattung über eine Demonstration für ein Ende des Kosovokrieges, die teilweise tatsachenwidrig und verzerrt dargestellt worden sei.
- 2010, Verstoß gegen Ziffer 7 (Trennung von Werbung und Redaktion): Der Presserat bemängelte, dass eine Überschrift einen Bericht über die Kooperation eines Ketchup-Herstellers und der Caritas versprochen habe, der Text aber nur wenige Informationen dazu erhielt. Stattdessen sei es in erster Linie um das Produkt gegangen, das durchgängig positiv bewertet worden sei. Daher handele es sich um Schleichwerbung.
- 2011, Verstoß gegen Ziffer 7: Die RP berichtete nach Ansicht des Presserates „ohne erkennbaren Anlass ausführlich und ausschließlich lobend“ über ein Busunternehmen und veröffentlichte am Ende des Textes Kontaktdaten des Unternehmens. Damit sei die Grenze zur Schleichwerbung überschritten, zumal das Busunternehmen in derselben Ausgabe eine Anzeige schaltete und den Gewinn zu einem Verlagsgewinnspiel beisteuerte.
- 2015, Verstoß gegen Ziffer 8 (Persönlichkeitsrechte): Die Berichterstattung von RP Online über die Lebensgefährtin des Piloten, der den Germanwings-Flug 9525 an den französischen Alpen zerschellen ließ, verletzte nach Auffassung des Presserates die Persönlichkeitsrechte der Frau. Durch die veröffentlichten Informationen sei sie „innerhalb einer erweiterten Sozialsphäre erkennbar“ gewesen.
- 2015, Verstoß gegen Ziffer 7: Die RP habe, urteilte der Presserat, „über ein Kreditangebot einer Bank ausschließlich positiv und völlig unkritisch berichtet“. Unter anderem wurde ein Foto veröffentlicht, das einen Mitarbeiter der Bank mit einem großen Werbeplakat für das Angebot zeigte.
- 2020, Verstoß gegen Ziffer 1 und 11 (Sensationsberichterstattung): Dass die RP nach einem Fünffach-Mord an Geschwistern in Solingen die WhatsApp-Nachrichten des einzigen überlebenden Jungen (11) veröffentlichte, verletzte nach Ansicht des Presserates die Menschenwürde des Jungen und diente ausschließlich Sensationsinteressen.
- 2022, Verstoß gegen Ziffer 7: Die Online-Ausgabe der RP berichtete über einen Lotteriegewinner. In dem Artikel wurde mehrfach der konkrete Lotterieanbieter genannt und dessen Logo plakativ auf dem beigestellten Foto präsentiert, so dass die Grenze zur Schleichwerbung überschritten worden sei.[61]